# Autoba glaucochroa
Autoba glaucochroa är en fjärilsart som beskrevs av Turner. Autoba glaucochroa ingår i släktet Autoba och familjen nattflyn. Inga underarter finns listade i Catalogue of Life.